# Loadlin
loadlin는 도스나 마이크로소프트 윈도우 (95, 98, Me 전용) 환경에서 작동하는 리눅스 부트 로더이다. 이 로더는 리눅스 시스템을 읽거나 DOS/WINDOWS의 운영을 기존파일의 변환 없이 대체할 수 있다.
loadlin 과 리눅스 커널은 둘다 도스/윈도의 파일 시스템에서 접근 가능한 것들이다. 이것은 파일로부터 메모리 안의 리눅스 커널을 불러온다.  이것은 또한 메모리안에 다양한 환경설정 매개변수로 위치해있고, 커널로의 이동을 통제한다. 커널이 도스/윈도를 완벽히 대체해 이 매개변수들을 읽어오고, 설정하고 실행할 수 있다.
선택적으로, 이것은 RAM 디스크와 같이 리눅스커널로 이동을 통제하기 전의 메모리로 읽어진 내용들에 대해 커널의 지원을 설정할 수 있다. 이 로더는 RAM 디스크 와 그 안에 있는 커널 정보들을 넘겨줄 수도 있다.  게다가, 매개변수들은 자신들의 생성을 위해 루트파일 시스템으로 사용되는 램 디스크에 넘겨질 수 도 있다. 파일 시스템 안의 스타트업 프로그램은 종종 리눅스의 또 하나의 파일 시스템을 증가시키는(아마 고정디스크)원인이 되며 그 루트파일 시스템로써의 사용으로 전환되다.
loadlin 개별 프로그램으로써 동작하며 마스터 부트 레코드를 수정할 수 없다, 이는 MBR의 수정(부트가 불가능한 시스템에서 읽어오는 것이 불분명하게나마 가능할 때)에 대해 걱정되는 상황들에서 쓸모가 있다.  그것의 구조를 갖추기 위해, loadlin은 오직 도스 기반으로 움직이는 시스템에서만 작동하며, 윈도의 NT 기반의 버전에서는 동작하지 않을 것이다.

## 같이 보기
- GNU GRUB
- SYSLINUX
- WinKExec

### 다운로드
- http://youpibouh.thefreecat.org/loadlin/